# Séries de divisions de la Ligue américaine de baseball 1998
Les Séries de divisions de la Ligue américaine de baseball 1998 font partie des séries éliminatoires de la Ligue majeure de baseball. Ce tour éliminatoire est constitué de deux séries jouées au meilleur de cinq parties par quatre clubs de la Ligue américaine de baseball, l'une des deux composantes des Ligues majeures de baseball.
Ces deux séries sont disputées du mardi 29 septembre au samedi 3 octobre 1998. Pour se qualifier à la Série de championnat 1998 de la Ligue américaine, les Yankees de New York remportent l'une de ces Séries de divisions trois matchs à zéro sur les Rangers du Texas, tandis que les Indians de Cleveland éliminent de leur côté les Red Sox de Boston, également trois matchs à zéro.

## Avantage du terrain
Pour la première fois en 1998, les « têtes de série » sont déterminées par le classement final de la saison régulière, et non arbitrairement au préalable comme c'était le cas de 1995 à 1997. Les trois clubs ayant terminé en première place de leur division sont donc classés de 1 à 3 selon leur fiche victoires-défaites en saison régulière, et la 4e tête de série est l'équipe qualifiée en éliminatoires comme meilleure formation de deuxième place, même si elle compte plus de victoires que l'un des 3 meneurs de division.
L'attribution de l'avantage du terrain est également changé en 1998, alors qu'est adoptée une formule qui prévaudra jusqu'aux éliminatoires de l'automne 2011. La tête de série la plus élevée est donc l'équipe hôte des deux premiers matchs de la série, ainsi que du potentiel 5e match qui la termine. Les 3e et 4e affrontements sont disputés dans le stade de la plus basse des deux têtes de série. De 1995 à 1997, la meilleure tête de série commençait la Série de division par deux matchs sur le terrain de son adversaire,

## Yankees de New York vs Rangers du Texas
En 1998, les Yankees de New York établissent un nouveau record de la Ligue américaine pour le nombre de victoires en une saison. Ils gagnent 114 parties contre 48 défaites pour dépasser la marque de 111 matchs gagnés par les Indians de Cleveland de 1954, mais le pourcentage de victoires des Yankees (,704 dans une saison de 162 parties) demeure inférieur à celui de Cleveland (,721 dans une saison alors longue de 154 matchs),,. Ils ne battent cependant pas le record du baseball majeur de 116 victoires et 36 défaites établi en 1906 par les Cubs de Chicago de la Ligue nationale. Le record de la Ligue américaine établi par les Yankees de 1998 est battu par les Mariners de Seattle et leurs 116 victoires (pour 46 défaites) durant la saison régulière de 2001,. Les Yankees deviennent champions en remportant la Série mondiale 1998 à la fin octobre, complétant une année de 125 victoires en incluant les éliminatoires, un record du baseball majeur.
Devançant par 22 matchs les Red Sox de Boston, leurs plus proches poursuivants dans la section Est de la Ligue américaine, les Yankees reprennent un titre de division gagné en 1996 mais échappé en 1997, et décrochent la 4e de 13 qualifications consécutives en séries éliminatoires.
Les Rangers du Texas, qui avaient raté les éliminatoires en 1997, se qualifient pour la 2e fois en 3 saisons. Ils décrochent le 2e de 3 titres de la division Ouest de la Ligue américaine en 4 saisons. Avec 88 victoires contre 74 défaites, ils laissent 3 matchs derrière les Angels d'Anaheim.
L'affrontement entre les Yankees et les Rangers en 1998 est le second de 3 en 4 ans entre ces deux équipes. Après une victoire 3 matchs à un en 1996, New York élimine Texas en 1998 et 1999 sans leur concéder un seul match,. Les Rangers obtiennent leur revanche plusieurs années après, lorsqu'ils renversent les Yankees en Série de championnat 2010 de la Ligue américaine.

### Calendrier des rencontres
| Match | Date         | Visiteur            | Hôte                | Score |
| ----- | ------------ | ------------------- | ------------------- | ----- |
| 1     | 29 septembre | Rangers du Texas    | Yankees de New York | 0 - 2 |
| 2     | 30 septembre | Rangers du Texas    | Yankees de New York | 1 - 3 |
| 3     | 2 octobre    | Yankees de New York | Rangers du Texas    | 4 - 0 |

### Match 1
Mardi 29 septembre 1998 au Yankee Stadium, New York, New York.
| Rangers du Texas | 0 | 0 | 0 | 0 | 0 | 0 | 0 | 0 | 0 | 0 | 5 | 0 |
| Yankees de New York | 0 | 2 | 0 | 0 | 0 | 0 | 0 | 0 | X | 2 | 6 | 0 |
| Lanceurs partants : TEX : Todd Stottlemyre NYY : David Wells Vic. : David Wells (1-0) Déf. : Todd Stottlemyre (0-1) Sauv. : Mariano Rivera (1) |   |   |   |   |   |   |   |   |   |   |   |   |

### Match 2
Mercredi 30 septembre 1998 au Yankee Stadium, New York, New York.
| Rangers du Texas | 0 | 0 | 0 | 0 | 1 | 0 | 0 | 0 | 0 | 0 | 0 | 0 |
| Yankees de New York | 0 | 1 | 0 | 2 | 0 | 0 | 0 | 0 | X | 3 | 8 | 0 |
| Lanceurs partants : TEX : Rick Helling NYY : Andy Pettitte Vic. : Andy Pettitte (1-0) Déf. : Rick Helling (0-1) Sauv. : Mariano Rivera (2) HRs: NYY : Shane Spencer (1), Scott Brosius (1) |   |   |   |   |   |   |   |   |   |   |   |   |

### Match 3
Vendredi 2 octobre 1998 à The Ball Park at Arlington, Arlington, Texas.
| Yankees de New York | 0 | 0 | 0 | 0 | 0 | 4 | 0 | 0 | 0 | 4 | 9 | 1 |
| Rangers du Texas | 0 | 0 | 0 | 0 | 0 | 0 | 0 | 0 | 0 | 0 | 3 | 1 |
| Lanceurs partants : NYY : David Cone TEX : Aaron Sele Vic. : David Cone (1-0) Déf. : Aaron Sele (0-1) HRs : NYY : Paul O'Neill (1), Shane Spencer (2) |   |   |   |   |   |   |   |   |   |   |   |   |

## Indians de Cleveland vs Red Sox de Boston

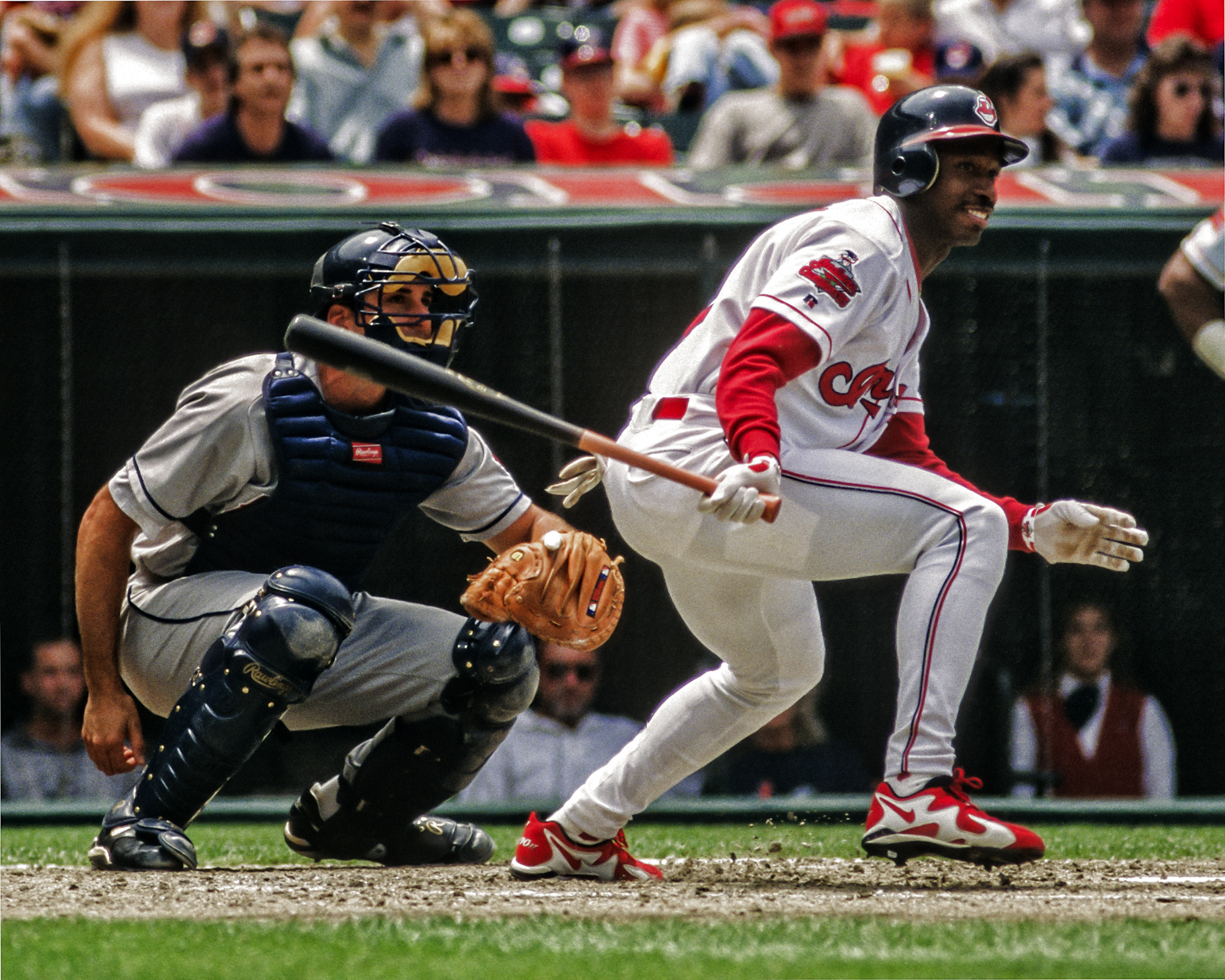
Kenny Lofton (à droite) en 1996 avec les Indians de Cleveland.

Les Indians de Cleveland de 1998 remportent le 4e de 5 titres consécutifs de la division Centrale de la Ligue américaine. Champions en titre de la Ligue américaine après avoir atteint - mais perdu - la Série mondiale 1997, l'équipe de Cleveland gagne 89 parties contre 73 défaites pour devancer par 9 matchs les White Sox de Chicago dans la division Centrale.
Les Red Sox de Boston accèdent aux éliminatoires pour la première fois depuis 1995. Leur fiche de 92 victoires et 70 défaites leur aurait valu la première place dans les deux autres divisions de la Ligue américaine en 1998, mais dans la section Est ils se contentent du second rang, 22 matchs derrière les Yankees de New York et leur nouveau record de la Ligue américaine de 114 victoires. Par conséquents qualifiés comme meilleurs deuxièmes, les Red Sox n'ont pas l'avantage du terrain pour cette Série de divisions, même s'ils ont gagné trois matchs de plus que Cleveland durant la saison régulière.
Boston et Cleveland sont opposés pour la seconde fois en éliminatoires et 1998 est le deuxième d'une série de trois affrontements en cinq années. Après avoir perdu trois matchs sur trois contre les Indians lors de leur Série de divisions en 1995, les Red Sox sont battus trois matchs à un en 1998 mais prendront leur revanche en remportant trois matchs à deux une Série de divisions 1999 contre Cleveland.

### Calendrier des rencontres
| Match | Date         | Visiteur             | Hôte                 | Score  |
| ----- | ------------ | -------------------- | -------------------- | ------ |
| 1     | 29 septembre | Red Sox de Boston    | Indians de Cleveland | 11 - 3 |
| 2     | 30 septembre | Red Sox de Boston    | Indians de Cleveland | 5 - 9  |
| 3     | 2 octobre    | Indians de Cleveland | Red Sox de Boston    | 4 - 3  |
| 4     | 3 octobre    | Indians de Cleveland | Red Sox de Boston    | 2 - 1  |

### Match 1
Mardi 29 septembre 1998 à Jacobs Field, Cleveland, Ohio.
| Red Sox de Boston | 3 | 0 | 0 | 0 | 3 | 2 | 0 | 3 | 0 | 11 | 12 | 0 |
| Indians de Cleveland | 0 | 0 | 0 | 0 | 0 | 2 | 1 | 0 | 0 | 3  | 7  | 0 |
| Lanceurs partants : BOS : Pedro Martínez CLE : Jaret Wright Vic. : Pedro Martínez (1-0) Déf. : Jaret Wright (0-1) HRs : BOS : Mo Vaughn (1, 2), Nomar Garciaparra (1) CLE : Kenny Lofton (1), Jim Thome (1) |   |   |   |   |   |   |   |   |   |    |    |   |

### Match 2
Mercredi 30 septembre 1998 à Jacobs Field, Cleveland, Ohio.
| Red Sox de Boston | 2 | 0 | 1 | 0 | 0 | 2 | 0 | 0 | 0 | 5 | 10 | 0 |
| Indians de Cleveland | 1 | 5 | 1 | 0 | 0 | 1 | 0 | 1 | X | 9 | 9  | 1 |
| Lanceurs partants : BOS : Tim Wakefield CLE : Dwight Gooden Vic. : Dave Burba (1-0) Déf. : Tim Wakefield (0-1) Sauv. : Mike Jackson (1) HRs: CLE : David Justice (1) |   |   |   |   |   |   |   |   |   |   |    |   |

### Match 3
Vendredi 2 octobre 1998 au Fenway Park, Boston, Massachusetts.
| Indians de Cleveland | 0 | 0 | 0 | 0 | 1 | 1 | 1 | 0 | 1 | 4 | 5 | 0 |
| Red Sox de Boston | 0 | 0 | 0 | 1 | 0 | 0 | 0 | 0 | 2 | 3 | 6 | 0 |
| Lanceurs partants : CLE : Charles Nagy BOS : Bret Saberhagen Vic. : Charles Nagy (1-0) Déf. : Bret Saberhagen (0-1) Sauv. : Mike Jackson (2) HRs : CLE : Jim Thome (2), Kenny Lofton (2), Manny Ramírez (1, 2) BOS : Nomar Garciaparra (2) |   |   |   |   |   |   |   |   |   |   |   |   |

### Match 4
Samedi 3 octobre 1998 au Fenway Park, Boston, Massachusetts.
| Indians de Cleveland | 0 | 0 | 0 | 0 | 0 | 0 | 0 | 2 | 0 | 2 | 5 | 0 |
| Red Sox de Boston | 0 | 0 | 0 | 1 | 0 | 0 | 0 | 0 | 0 | 1 | 6 | 0 |
| Lanceurs partants : CLE : Bartolo Colón BOS : Pete Schourek Vic. : Steve Reed (1-0) Déf. : Tom Gordon (0-1) Sauv. : Mike Jackson (3) HRs: BOS : Nomar Garciaparra (3) |   |   |   |   |   |   |   |   |   |   |   |   |